# آلیسکی (سرزمین آلتای)
آلیسکی (به لاتین: Aleysky) یک منطقهٔ مسکونی در روسیه است که در سرزمین آلتای واقع شده‌است.